# Colegio de Médicos y Cirujanos de Costa Rica
El Colegio de Médicos y Cirujanos de Costa Rica es un colegio profesional encargado de la fiscalización de la Medicina y la Cirugía en la República de Costa Rica. Todos los médicos del país deben estar afiliados a este para poder ejercer legalmente la profesión en Costa Rica. Además, los técnicos en diferentes ramas médicas están autorizados a dicha institución.
Fue fundado en 1857, y salvaguarda los valores fundamentales de la profesión médica: la deontología y el código ético. 
Representa en exclusiva a nivel nacional e internacional a los médicos colegiados, tiene como función la ordenación y la defensa de la profesión médica. 
Sus oficinas se localizan en Sabana Sur, San José de Costa Rica. Su presidente actual es el Dr. Luis Carlos Pastor Pacheco, especialista en Cirugía Plástica y Reconstructiva.